# Leucetta
Genre
Synonymes
- Dyssycus  Haeckel, 1872
- Sycothamnus Haeckel, 1869
- Teichonella Carter, 1878

Leucetta est un genre d'éponges de la famille Leucettidae. Les espèces de ce genre sont marines. L'espèce type est Leucetta primigenia.

## Liste d'espèces
Selon World Register of Marine Species (8 février 2017) :
- Leucetta antarctica Dendy, 1918
- Leucetta avocado de Laubenfels, 1954
- Leucetta chagosensis Dendy, 1913
- Leucetta delicata Rapp, Göcke, Tendal & Janussen, 2013
- Leucetta floridana (Haeckel, 1872)
- Leucetta gelatinosa (Jenkin, 1908)
- Leucetta homoraphis (Poléjaeff, 1883)
- Leucetta imberbis (Duchassaing & Michelotti, 1864)
- Leucetta insignis Row & Hozawa, 1931
- Leucetta microraphis Haeckel, 1872
- Leucetta potiguar Lanna, Cavalcanti, Cardoso, Muricy & Klautau, 2009
- Leucetta primigenia Haeckel, 1872
- Leucetta prolifera (Carter, 1878)
- Leucetta pyriformis Dendy, 1913
- Leucetta sagittata Haeckel, 1872
- Leucetta solida (Schmidt, 1862)
- Leucetta trigona Haeckel, 1872
- Leucetta villosa Wörheide & Hooper, 1999
- Leucetta weddelliana Rapp, Janussen & Tendal, 2011